# Unité urbaine de Fillière
L'unité urbaine de Fillière est une unité urbaine française centrée sur la ville de Fillière en Haute-Savoie.

## Données générales
En 2010, selon l'Insee, sous le nom de l'unité urbaine  de Villaz, elle regroupait six communes encore existantes plus l'ancienne commune de Saint-Martin-Bellevue aujourd'hui intégrée dans Fillière, commune nouvelle créée le 1er janvier 2017.
En 2020, à la suite d'un nouveau zonage, elle est composée de sept communes, Fillière ayant remplacée Saint-Martin-Bellevue et l'unité urbaine pris le nom de la commune la plus peuplée.
En 2022, avec 20 648 habitants, elle représente la 4e unité urbaine intra-départementale du département de la Haute-Savoie et occupe le 41e rang dans la région Auvergne-Rhône-Alpes.
En 2021, sa densité de population s'élève à 125 hab/km2. Par sa superficie, elle représente 3,69 % du territoire départemental et, par sa population, elle regroupe 2,42 % de la population du département de la Haute-Savoie.

## Composition de l'unité urbaine en 2020
Elle est composée des sept communes suivantes :
| Nom                     | Code Insee | Département  | Statut       | Superficie (km2) | Population (dernière pop. légale) | Densité (hab./km2) | Modifier                                    |
| ----------------------- | ---------- | ------------ | ------------ | ---------------- | --------------------------------- | ------------------ | ------------------------------------------- |
| Fillière (ville-centre) | 74282      | Haute-Savoie | ville-centre | 119,41           | 9 812 (2022)                      | 82                 | modifier les données · modifier les données |
| Allonzier-la-Caille     | 74006      | Haute-Savoie | banlieue     | 9,62             | 2 170 (2022)                      | 226                | modifier les données · modifier les données |
| Charvonnex              | 74062      | Haute-Savoie | banlieue     | 4,71             | 1 545 (2022)                      | 328                | modifier les données · modifier les données |
| Cuvat                   | 74098      | Haute-Savoie | banlieue     | 4,72             | 1 638 (2022)                      | 347                | modifier les données · modifier les données |
| Nâves-Parmelan          | 74198      | Haute-Savoie | banlieue     | 5,39             | 1 001 (2022)                      | 186                | modifier les données · modifier les données |
| Villaz                  | 74303      | Haute-Savoie | banlieue     | 15,27            | 3 473 (2022)                      | 227                | modifier les données · modifier les données |
| Villy-le-Pelloux        | 74307      | Haute-Savoie | banlieue     | 2,97             | 1 009 (2022)                      | 340                | modifier les données · modifier les données |

## Évolution démographique
| 1968  | 1975  | 1982  | 1990   | 1999   | 2010   | 2015   | 2021   |
| ----- | ----- | ----- | ------ | ------ | ------ | ------ | ------ |
| 5 100 | 6 134 | 7 971 | 10 179 | 12 705 | 16 819 | 18 808 | 20 324 |

#### Données générales
- Unité urbaine
- Aire d'attraction d'une ville
- Liste des unités urbaines de France

#### Données démographiques en rapport avec l'unité urbaine de Fillière
- Aire d'attraction d'Annecy
- Arrondissement d'Annecy

#### Données démographiques en rapport avec la Haute-Savoie
- Démographie de la Haute-Savoie